# 크로스 더 라인
《크로스 더 라인》(스페인어: No matarás, 영어: Cross the Line)은 스페인에서 제작된 다비드 빅토리 감독의 2020년 스릴러 영화이다. 마리오 카사스 등이 출연하였다.
제35회 고야상에서 카사스가 남우 주연상을 수상하였다.

## 출연진
- 마리오 카사스
- 밀레나 스미트
- 페르난도 발디비엘소